# Улица Куприна (Киев)
Улица Куприна (укр. Вулиця Купріна) — улица в Святошинском районе города Киева, местность Беличи. Пролегает от улицы Патриарха Владимира Романюка к Школьной улице.

## История
Улица возникла в первой половине XX века, имела название улица Маяковского, в честь русского поэта Владимира Маяковского. Современное название в честь русского писателя Александра Куприна — с 1966 года.

## Изображения

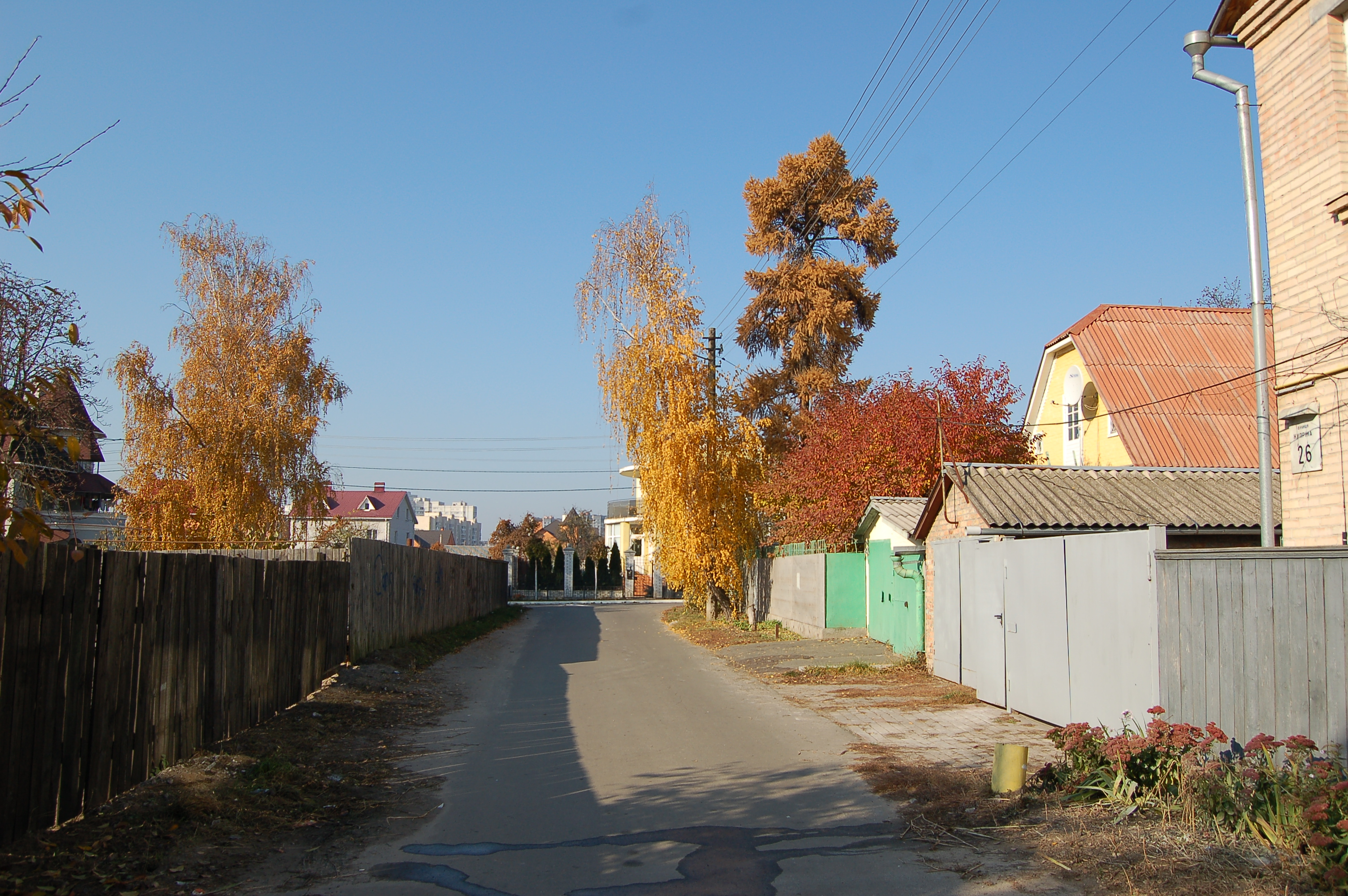
Улица Куприна, вид в сторону Школьной улицы